# آرامگاه یوسف بن قصیر
آرامگاه یوسف بن قُصَیر (به ترکی آذربایجانی: Yusif ibn Küseyir türbəsi) در سال ۱۱۶۱ تا ۱۱۶۲ در شهر نخجوان ساخته شده است. معمار این بنا، عجمی نخجوانی است. مقبره‌های نخجوان در سال ۱۹۹۸ توسط گلنار مهمانداروا - رئیس کمیته آذربایجان ایکوموس- شورای بین‌المللی آثار و بناها، برای فهرست میراث جهانی یونسکو معرفی شد.